# Lambo (embarcación)
El lambo es un tipo de barco mercante tradicional en Indonesia, del estilo del cúter.
Durante los años 1970 las embarcaciones locales indonesias fueron equipadas progresivamente con motores. Dado que los diseños tradicionales no se prestaban bien a la instalación de máquinas, el lambo se convirtió en la alternativa. En años posteriores, sus capacidades de carga fueron aumentando hasta el promedio actual de 300 toneladas, con los denominados PLM (perahu layar motor - barco velero motorizado). Casi todos los cascos de navío que se pueden ver hoy en día en los puertos locales de Yakarta, Surabaya o Makassar son estos lambos modificados, que todavía retienen algunos rasgos de los diseños originales.

## Enlaces externos

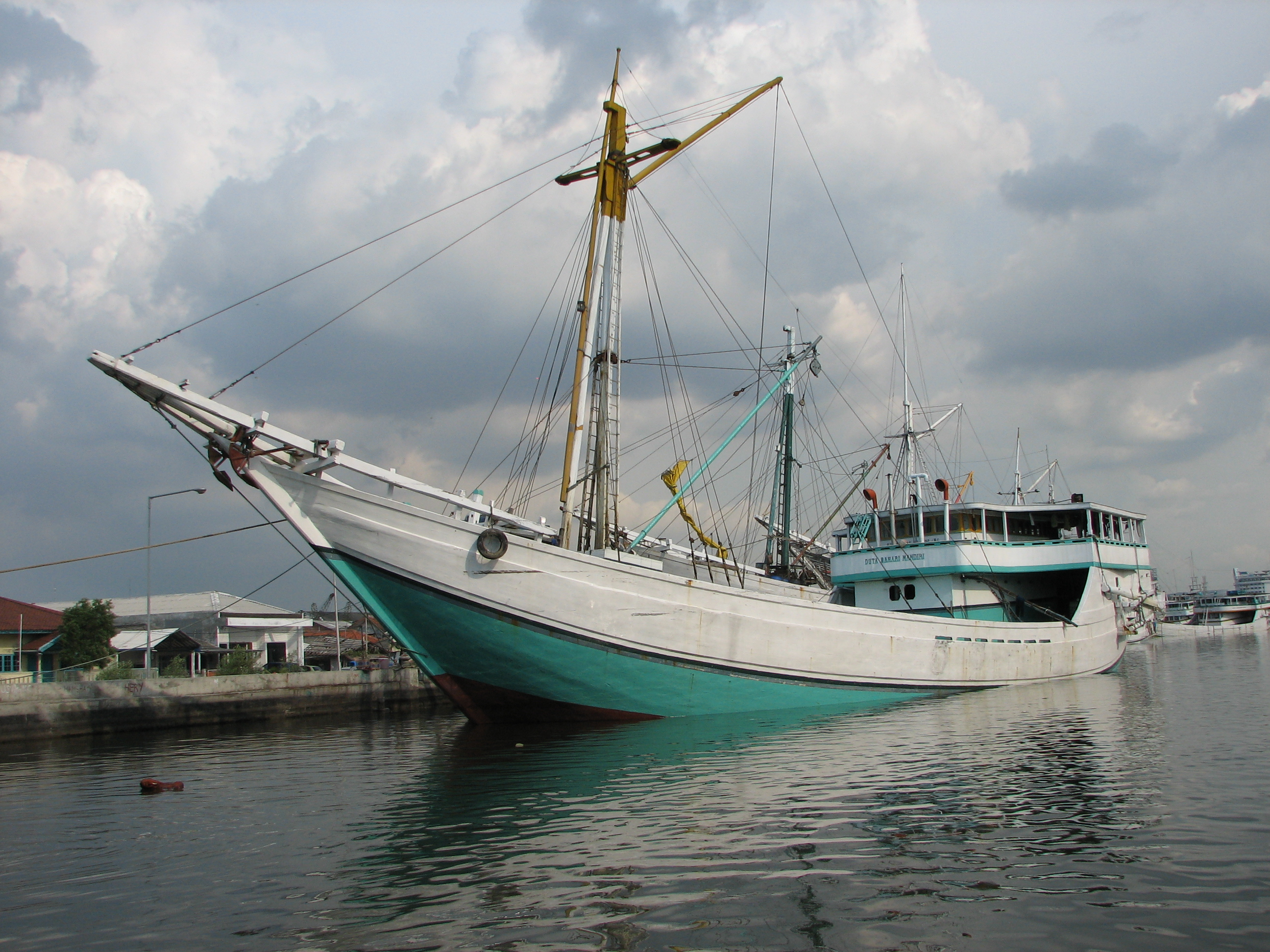
Lambo motorizado